# Nagrada hrvatskog glumišta mladom umjetniku do 28 godina – ženska uloga
Popis dobitnika Nagrade hrvatskog glumišta u kategoriji najbolje uloge mladog umjetnika do 28 godina - ženska uloga. 
1992./1993. Vesna Tominac Matačić

1994./1995. Edita Majić

1995./1996. Nina Violić

1998./1999. Ivana Boban

1999./2000. Natalija Đorđević

2000./2001. Olga Pakalović

2001./2002. Daria Lorenci

2002./2003. Ana Begić

2003./2004. Jadranka Đokić

2004./2005. Nataša Janjić

2005./2006. Lana Barić

2006./2007. Lana Gojak

2007./2008. Nataša Janjić

2008./2009. Ivana Soldo

2009./2010. Maja Lučić

2010./2011. Tara Rosandić

2011./2012. Iva Mihalić

2012./2013. Doris Pinčić

2013./2014. Iskra Jirsak

2014./2015. Erna Rudnički
 
2015./2016. Luca Anić

2016./2017. Ana Marija Veselčić

2017./2018. Petra Svrtan

2018./2019. Matea Marušić

2019./2020. Antonia Mrkonjić

2020./2021. Dea Presečki

2021./2022. Nika Ivančić

2022./2023. Mateja Tustanovski

2023./2024. Ružica Maurus